# 오우치정 (고치현)
오우치정(일본어: 大内町)은 일본 고치현 하타군에 있던 정이다. 현재의 오쓰키정에 해당한다.

## 역사
- 1889년 4월 1일 - 정촌제 시행에 의해 13촌의 구역을 가지고 오우치촌이 성립하였다.
- 1951년 11월 3일 - 정으로 승격해 오우치정이 되었다.
- 1957년 2월 11일 - 쓰키나다촌과 합병해 오쓰키정이 성립, 동일 오우치정은 폐지되었다.

## 참고 문헌
- 角川日本地名大辞典編纂委員会,『角川日本地名大辞典 39 高知県』1983, 角川書店